# Ahinoam Nini

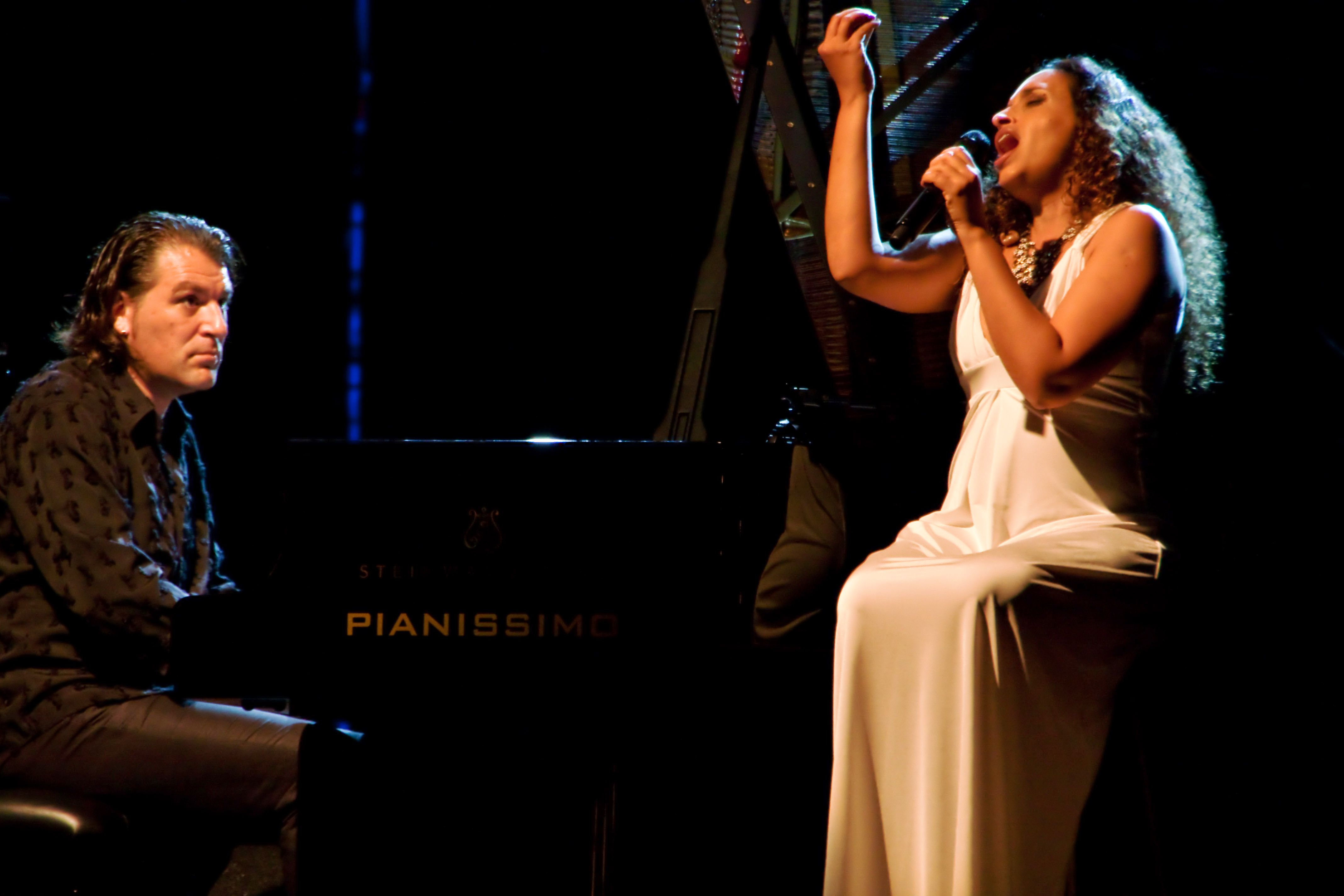
Noa

Ahinoam Nini (ebraică אחינועם ניני; n. 23 iunie 1969, Tel Aviv, Israel) cunoscută după numele de scenă Noa (ebraică נועה) este o cântăreață de muzică ușoară și compozitoare israeliană, absolventă a Școlii Rimon de jazz și muzică contemporană din Ramat Hasharon, și-a câștigat renume pe scena internațională, mai ales în Europa, ca interpretă de muzică pop  și "world music" 
Muzica ei este influențată de cantautori și cântăreți nord-americani din anii 1960, ca Paul Simon, Johnny Mitchell, James Taylor, Leonard Cohen, Barbara Streisand.

## Date biografice
S-a născut la Tel Aviv în Israel, într-o familie de evrei originari din Yemen și la vârsta de 2 ani s-a mutat cu familia în cartierul Bronx din New York ca urmare a unei burse de studii pe care a primit-o tatăl ei pentru un doctorat în  chimie industrială. Mama ei este psihologă.
A învățat împreună cu fratele ei la o școală religioasă evreiască ortodoxă modernă Salanter Akiba Riverdale, apoi la liceul - ieșivă ortodox modern Ramaz (nume prescurtat, după inițialele „Rabinul Moshe Zevulun” Margulies)  și, în paralel, a făcut   studii de canto și balet. Ea cântă din copilărie la chitară, la pian și la instrumente de percuție. A compus cântece încă din copilărie. La 15 ani s-a înscris la un liceu de arte scenice din New York. Apoi, după doi ani s-a întors în Israel singură, pentru un an de zile, a locuit într-un internat și și-a continuat studiile liceale la liceul May Boyer din Ierusalim. În acel an l-a cunoscut pe viitorul ei soț, Asher Barak, și s-a hotărât să rămână și pe mai departe în patrie. După absolvirea liceului a servit cei doi ani obligatorii în armata israeliană în cadrul ansamblului de muzică și divertisment al comandamentului de nord, după care a hotărât să urmeze cariera de solistă vocală.

## Activitatea artistică
În anul 1990 a început studiile la Școala de muzică Rimon, unde l-a cunoscut pe unul din fondatorii acesteia, chitaristul virtuoz, compozitorul și aranjorul Gil Dor. De atunci ei lucrează aproape douăzeci de ani împreună.
O lungă colaborare ei au întreținut cu percuționistul israelian Zohar Fresco.
Stilul cuplului artistic Nini-Dor cuprinde elemente pop, folk, rock, country country western, populare yemenite, italiene etc
Noa a înregistrat cântece în numeroase limbi: ebraică, engleză, italiană, spaniolă, franceză, galiciană, arabă, arabă yemenită, tailandeză, hindi, de asemenea texte liturgice evreiești și creștine traduse în ebraică și engleză.
Primul album al lui Ahinoam Nini și Gil Dor a ieșit în iulie 1991 cu înregistrări de la spectacolul dat de cei doi în anul 1990 la Festivalul Internațional de Jazz de la Eilat cu cântece inspirate de muzica jazz, pop și rock, inclusiv cântece ale formației Beatles și ale lui Madonna.
După doi ani au lansat al doilea lor album, "Ahinoam Nini și Gil Dor", incluzând cântece pe texte de poetele israeliene Lea Goldberg și Rahel Bluwstein, între care "Eu" (Aní)  pe versuri de Rahel Bluwstein, și "El" (Hu) pe versuri de Lea Goldberg  care a devenit un șlagăr de mare succes, fiind cunoscut mai ales după refrenul  "Bóí kalá" (Vino, mireasă).
Începând din 1994, Noa, după cum a devenit numele ei de interpretă în străinătate, și Gil, s-au pus în legatură cu ghitaristul Pat Metheny care i-a ajutat să se lanseze pe plan internațional cu un album numit "Noa".
Ahinoam Nini a mai colaborat în duete și cu alții dintre muzicienii de anvergură din lume, ca de pildă  Sting, Steve Wonder (cântecul ei „Child of man"), Carlos Santana, Sheryl Crow, Zucchero, Joan Manuel Serrat , Al Demiola, Annie Lennox, Mercedes Sosa , Patrick Bruel, Khaled.  Cu acesta din urmă, renumit cântăreț algerian, Noa a interpretat o versiune în ebraică și arabă a cântecului lui John Lennon, "Imagine".
La Festivalul Ta-ra-ta-ta a interpretat împreună cu Florent Pagny cântecul acestuia, „I don't know”.
In 1998 Ahinoam Nini a interpretat rolul țigăncii Esmeralda în musicalul francez „Notre Dame de Paris” după Victor Hugo, pe muzica lui Ricardo Cocciante și textul franco-canadianului Luc Plamondon.
Pe lângă cariera de solistă, Ahinoam Nini este activă în manifestări pentru drepturile omului și pentru pace și participă la diferite evenimente internaționale. În anii 1994 și 2000 a cântat în fața Papei Ioan Paul al II-lea. De asemenea a cântat la mitingul de pace din 4 noiembrie din piața primăriei la Tel Aviv, la încheierea  căruia premierul israelian Itzhak Rabin, a fost asasinat de către un atentator extremist evreu. În anul 1996 a cântat la Casa Albă, în fața președintelui S.U.A, Bill Clinton.
La 16 octombrie 2003 a fost numită ambasadoare onorifică a organizației FAO pentru alimentație și agricultură, alături de artiști ca Gilberto Gil, Gina Lollobrigida și Youssou N'Door.
Noa a cântat melodia ei «Beautiful That Way», care a devenit temă  în banda muzicală a filmului "Vita e bella" (1997) a italianului Roberto Begnini. De asemenea a cântat și muzica la filmul american „Babilon” (1999) al lui Gerard Pulliccino.
In ianuarie 2009 Ahinoam Nini a fost aleasă de către Teleradiodifuziunea israeliană să reprezinte Israelul la Eurovision 2009 în duo cu solista și actrița  Mira Awad. Ele au interpretat în ebraică, arabă și engleză cântecul "Einaih" (Ochii tăi),ori după refrenul englez „There must be another way".
Între cântecele de succes interpretate de Ahinoam Nini se pot cita: „Akara” („Uri”) (Stearpă, sau Uri) pe versuri de poeta Rahel Bluwstein și muzică de Nini și Dor, „Hu” (El) pe versuri de Lea Goldberg, muzică de Nini și Dor, „Nagua” (Atins) - muzică și text de Nini, „Beautiful That Way” (Frumos acel drum) pe muzică de Dor, „BeEine'ha” („Mishala”) (În ochii ei, sau Dorință) pe muzică și text de Nini și Dor, „We”, (Noi) pe muzică  și text de Nini și Dor, „Wildflower”
(Floare sălbatică) - muzică și text de Nini și Dor.
Ahinoam Nini este căsătorită cu dr. Asher Barak, medic pediatru și are doi copii.

## Distincții
- Medalia de cristal a Forumului Economic de la Davos, în Elveția
- cetățenia de onoare a localității italiene Melpignano

împreună cu Nabil Salameh, cântăreț arab libanez de origine palestineană  (autorul muzicii formației RadioDervish) pentru activitatea lor pentru pace - în anul 2000
- medalia „Galileo Galilei” a lojii francmasonice "Grand Orient" din Italia - in 2005
- premiul Seminarului Gemona pentru excelență artistică și contribuție la pace și înțelegere
- 2006 - Ordinul Stelei Solidarității din Italia cu gradul de cavaler - din partea presedintelui Italiei pentru activitatea ei în domeniul culturii [8]
- premiul criticilor la Festivalul San Remo pentru apariția cu cvartetul de coarde Solis.  and Carlo Fava  Arhivat în 28 septembrie 2011, la Wayback Machine..
- 2018 - Ordinul de Merit al Republicii Italiene cu gradul de comandant
- 2018 - titlul de Pelerin al Păcii, din partea orașului Assisi
- 2019 - Premiul Shulamit Aloni (Israel) pentru întreaga ei activitate

## Discografia
- Ahinoam Nini  si Gil Dor in concert live, - iulie 1991
- Ahinoam Nini si Gil Dor - septembrie 1993
- Noa - primul ei album internațional - martie 1994
- Calling - mai 1996
- Ahinoam Nini - aprilie 1997
- Mishney Tzidey Hayam משני צדי הים (De ambele părți ale mării) - 1998
- Ahinoam Nini și Filarmonica Israeliană  - aprilie 1998
- Blue touches blue (Albastru atinge albastru) martie 2000
- First collection  - martie 2001
- Now (Acum)  - septembrie 2002
- Noa Gold - octombrie 2003
- Noa Live - octombrie 2005
- Napoli-Tel Aviv - octombrie 2006
- Genes and jeans -  martie 2008
- "There Must Be Another Way"    2009 cu Mira Awad
- "Noapolis - Noa Sings Napoli"  februarie 2011
- "Eretz, Shir (în ebraică - Țară, cântec)   aprilie 2011
- "Love Medicine" iunie 2014
- Letters to Bach  2019